# Аэд
Аэд (от греч. ἀοιδός, aoidos — певец) — певец, древнегреческий сказитель народных песен, лёгших в основу древнейшего эпоса. До возобновления письменности (после её утраты в эпоху Тёмных веков) и установления закреплённых текстов аэды импровизировали под аккомпанемент струнных инструментов (лиры, кифары, форминги и др.).
Аэды могли быть странствующими или на постоянной службе у царей и греческих общин, преимущественно до VII—VI века до нашей эры — позднее на смену аэдам пришли рапсоды.
Песни аэдов имели импровизационный характер и оказали существенное влияние на развитие греческого эпоса.
Сами аэды также получили отражение в эпосе: например, в поэме Гомера «Одиссея» изображён служивший царям аэд Демодок.
Самым известным аэдом являлся и является по сей день Гомер — автор «Илиады» и «Одиссеи». Хотя существует мнение, что это был не один человек, а целая группа аэдов.